# Marmosa lepida
Marmosa lepida e вид опосум от семейство Didelphidae.
Видът е разпространен в Перу, Боливия, Бразилия, Колумбия, Еквадор и Суринам. Обитава тропически гори на надморска височина от 100 до 1000 m. Храни се с плодове и насекоми.